# 白磷弹

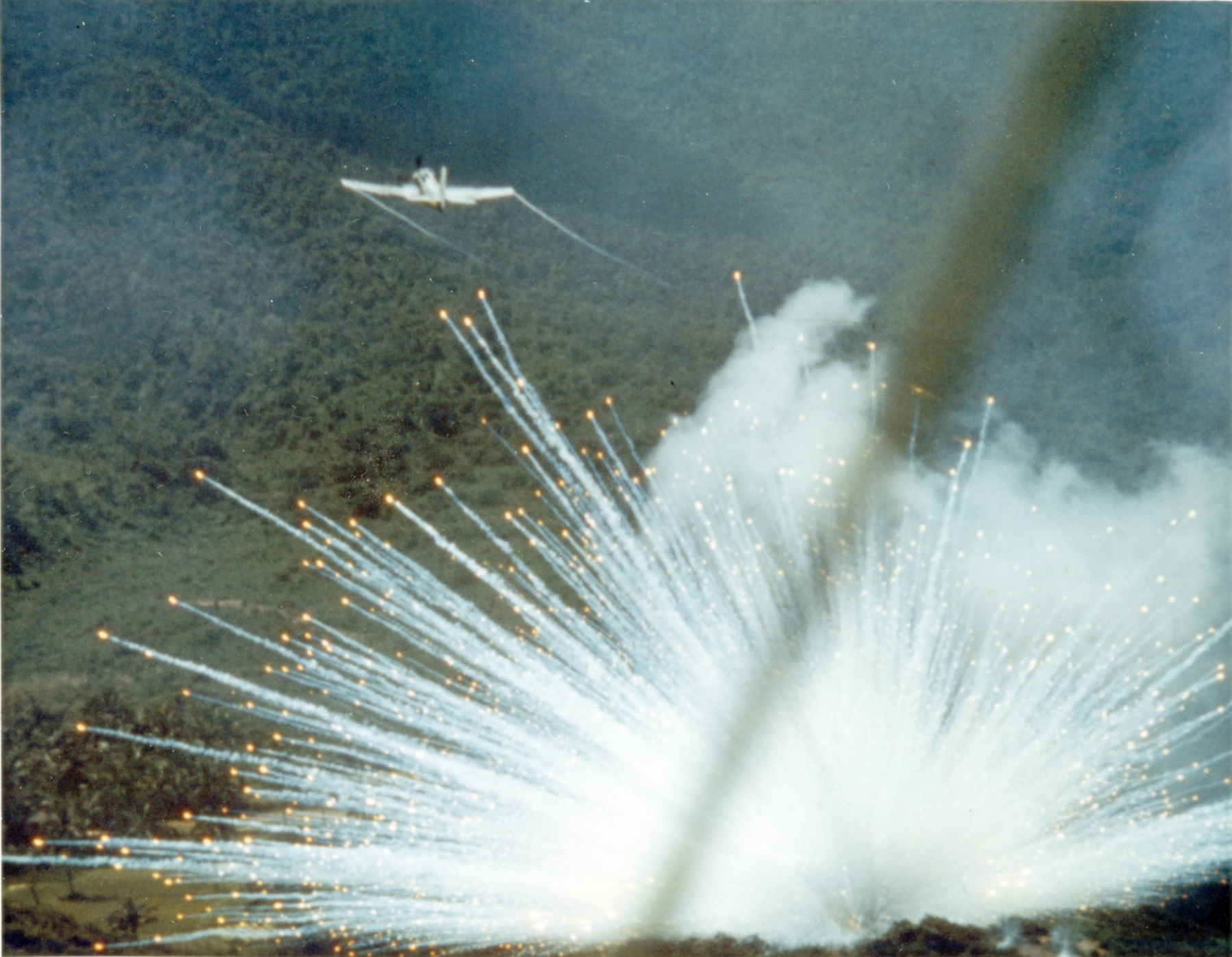
美國空軍的A-1攻擊機在1966年越戰時，在越南南方民族解放陣線境內投下的白磷弹

白磷弹是由白磷（化學元素磷的同素异形体）製成的武器，用來製造煙幕、曳光彈、照明及燃燒彈。白磷本身有自燃性，而且可以點燃布料、皮膚、燃料、彈藥和其他可燃物，因此作為手榴弹、炮弹、炸弹等武器，也曾研制利用白磷本身毒性的化学武器。由于燃燒武器会对受害者造成极端的身體和心理創傷，甚至被认为是最残酷的武器之一，各人道组织皆提倡禁用，但仍暂未被国际法明令禁止，仅有限制。白磷弹能公開使用的類型為目标指示弹及非人口密集区做烟雾弹，不允许且当前一般不会（或极少）用来直接焚烧人员，但即使故意或误伤造成伤害也难以被追究责任。由于其製造成本低廉且帶有高殺傷力和震慑力，许多國仍然持續製造燃燒彈且只備不用。但尽管存在巨大舆论风险，在烏俄戰爭（俄羅斯方）及以巴衝突（以色列方）皆發現使用燃烧弹，并对是否伤人存在争议。
白磷除了其自燃的效果外，也是高效的發煙劑，會迅速燃燒，並且立刻產生煙幕。因此發煙用的白磷弹常在軍事上使用，尤其是步兵的煙霧彈、裝載在坦克及其他裝甲車上的榴彈發射器，也是大砲或是迫击炮的彈藥之一，或作為燃燒集束炸彈的酬載。白磷弹可以產生煙幕，讓敵人的移動不便，也無法用红外线定位。

## 歷史

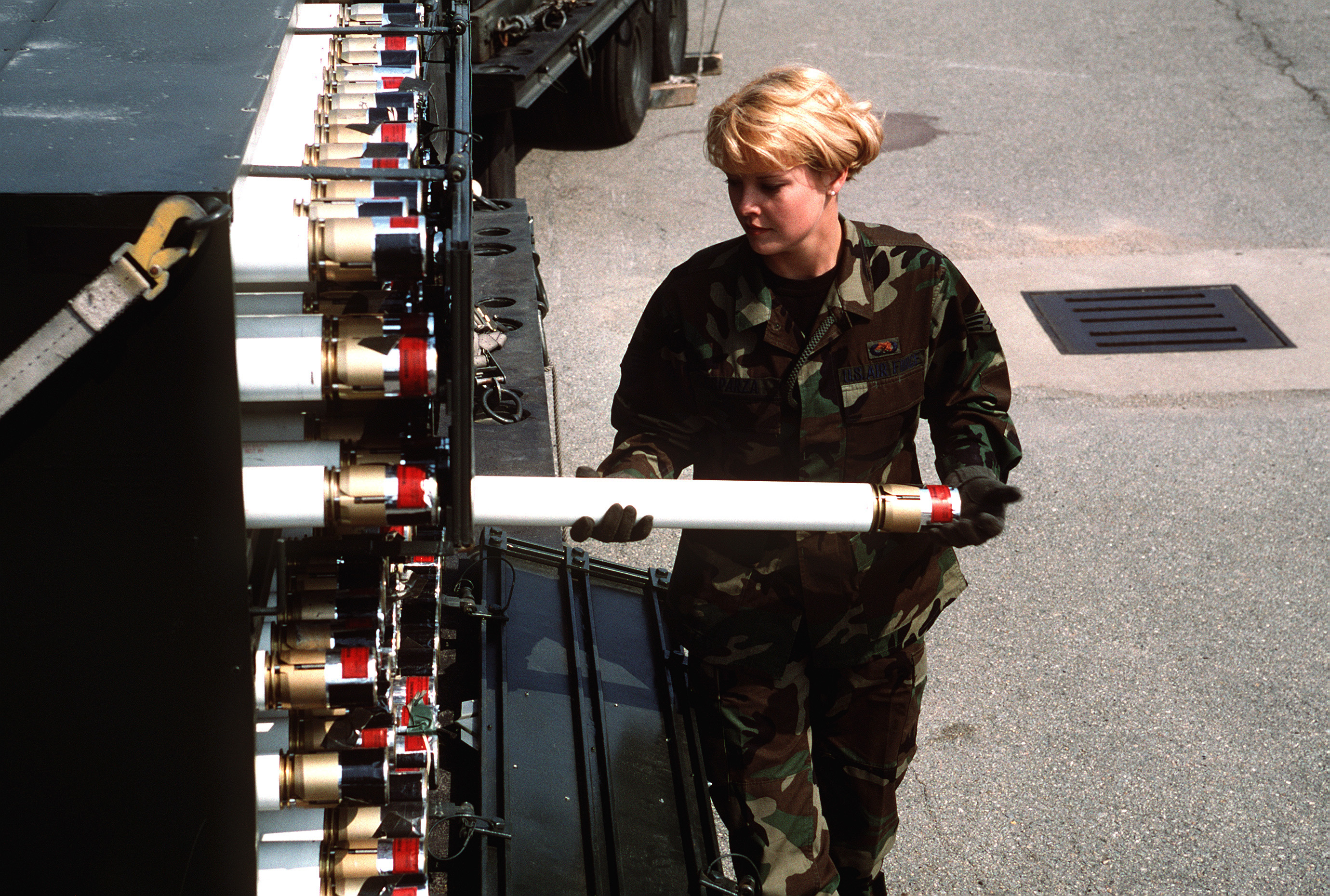
美國空軍軍人在南韓烏山空軍基地檢查2.75英寸的白磷信號火箭

最早使用白磷的可能是19世紀的芬尼亚会縱火者，當時是將白磷溶解在二硫化碳中，當二硫化碳揮發後，白磷就會自燃。這種混合物被稱為是「芬尼亚火」。
1916年時，在反對第一次世界大戰徵兵的抗議行動中，反對徵兵的世界產業工人中，有12名成員在澳洲悉尼被捕，原因是使用或計劃使用包括白磷在內的燃燒材料。這12個人稱為悉尼十二人，一般認為其中有八名至九名是被警方誣陷的。大部份的人也在偵訊後於1920年獲釋。

## 二次大戰後的使用
美軍跟伊拉克武裝分子在伊拉克費盧杰激戰多個月，其間用過白磷彈。
2009年1月以色列在加沙战争中也曾使用过该武器。
2022年11月2日，俄羅斯軍隊在烏俄戰爭中於巴赫姆特使用白磷彈。
2023年10月7日爆發的巴勒斯坦哈馬斯對以色列的突襲，以軍在10月9日的反擊中被控使用了白磷彈。 以軍回應稱不知情。